# Jan-Paul Saeijs
Jan-Paul Saeijs est un footballeur néerlandais, né le 8 mai 1979 à Purmerend aux Pays-Bas. Il évolue comme stoppeur.

## Palmarès
ADO La Haye
- Eerste divisie (D2)
  - Champion (1) : 2003